# Ariel Pestano
Ariel Pestano (31 de janeiro de 1974) é um jogador de beisebol cubano.

## Carreira
Ariel Pestano foi campeão olímpico nas Olimpíadas de 2004. Também consquistou medalha de prata nos Jogos Olímpicos de 2000 e 2008.